# Vauconcourt-Nervezain
Vauconcourt-Nervezain é uma comuna francesa na região administrativa de Borgonha-Franco-Condado, no departamento de Alto Sona. Estende-se por uma área de 18,53 km². Em 2010 a comuna tinha 219 habitantes (densidade: 11,8 hab./km²).